# Izraelská pobřežní planina

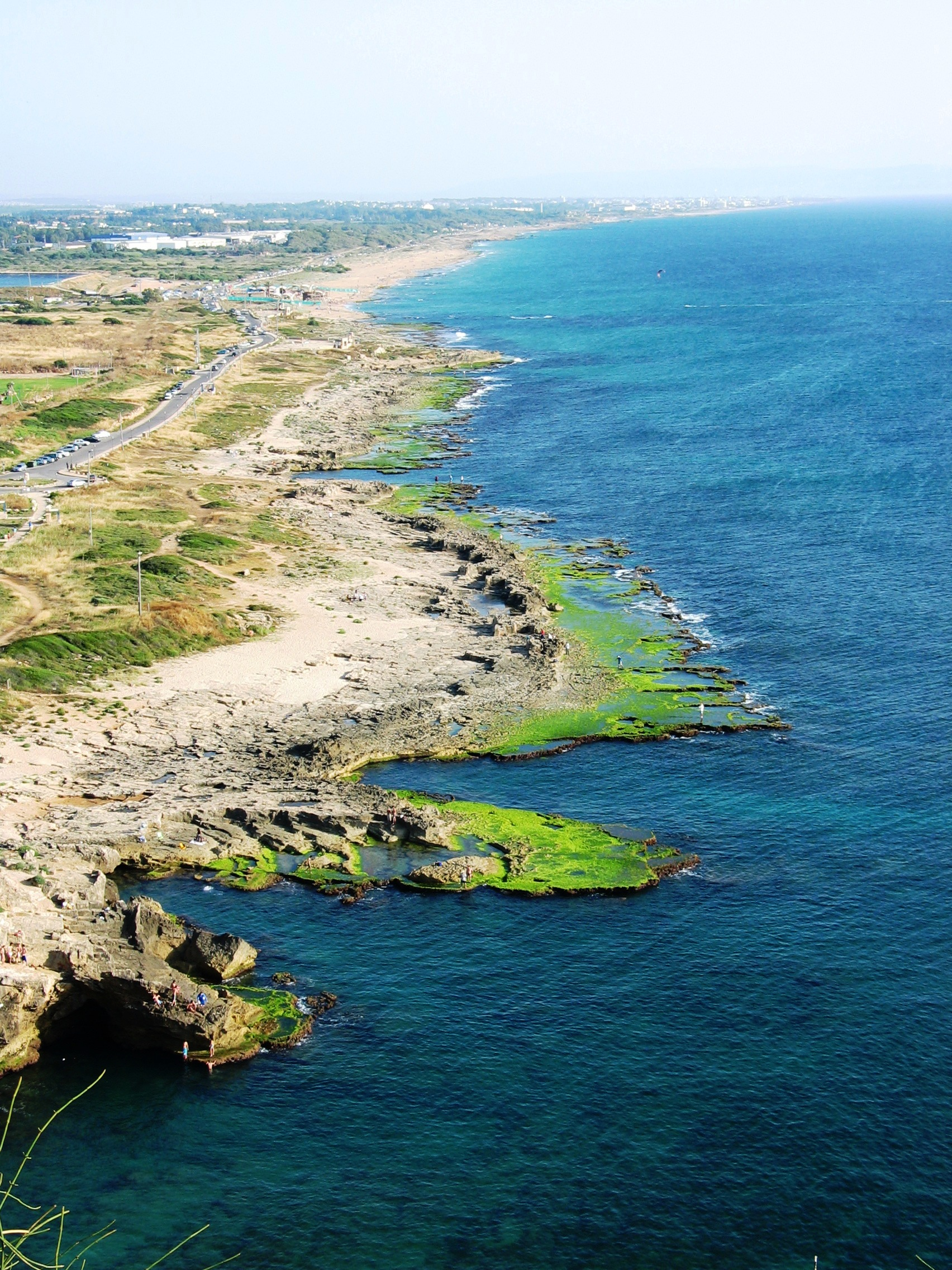
Skalnaté útesy Roš ha-nikra na severu pobřežní planiny.

Pobřežní planina (hebrejsky מישור החוף, Mišor ha-Chof) je úzká pobřežní planina v Izraeli táhnoucí se podél Středozemního moře, kde žije až 70 % obyvatel země. Planina, která se rozkládá na celkové délce 187 kilometrů, se skládá z písečných pláží, na které navazují úrodné zemědělské půdy, a je rozdělena do několika oblastí. Ve své severní části pláže přerušují křídová a pískovcová skaliska (například Roš ha-nikra). Na území pobřežní planiny se nacházejí významná populační centra, jako je Tel Aviv-Jaffa a přístavy s průmyslem, jako Haifa.

## Fyzická geografie
Tato oblast byla v biblických dobách úrodná a některé z jejích částí jsou od té doby nepřetržitě zemědělsky využívány. Značná část se však během času přeměnila v bažiny, které ale byly sionistickými pionýry rekultivovány. V současné době je pobřežní planina centrem pěstování citrusů a nachází se zde jedny z nejúspěšnějších zemědělských osad v Izraeli. Půdy v této oblasti se skládají ze dvou mocných vrstev říčních sedimentů: jedna je tmavá a těžká, ideální pro pěstování polních plodin a druhá je tenká a písčitá, ideální pro pěstování citrusů.
Navzdory své délce, planinu protínají pouze dvě řeky: Jarkon, který je 27 kilometrů dlouhý a vlévá se do Středozemního moře u Petach Tikvy a Kišon, který je 43 kilometrů dlouhý a vlévá se do Haifského zálivu u města Akko.

## Socioekonomická geografie

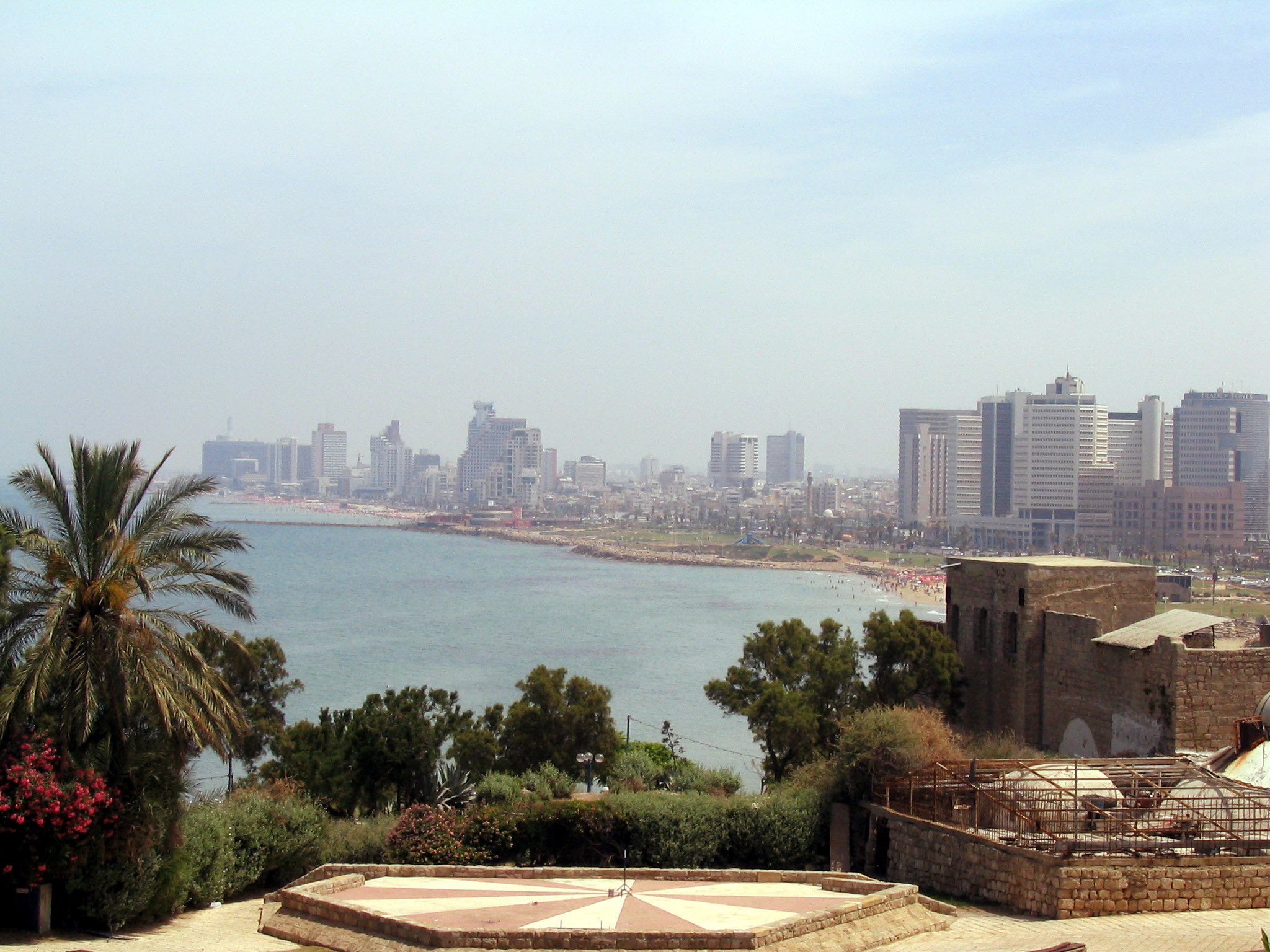
Urbanizovaná část pobřežní planiny v Tel Avivu

V oblasti pobřežní planiny žije přibližně 70 % obyvatelstva Izraele, převážně v oblasti telavivské metropolitní oblasti Guš Dan a metropolitní oblasti u Haifského zálivu. Tato část Izraele je převážně židovská, jelikož zdejší obyvatelstvo je z 96 % tvořeno Židy a nearabským obyvatelstvem. Žije zde zhruba 4,2 milionu Židů, což je třetina světového židovstva.
Osídlení pobřežní planiny trvá několik tisíc let a zmínky o něm lze nalézt v Tanachu. Nedávné výzkumy prokázaly, že toto území bylo osídleno již před 5500 tisíci lety v době bronzové. Má se zato, že v té době docházelo k proměně vzorku osídlení, které bylo způsobeno změnou klimatu, která vedla k zaplavení oblasti, která byla dříve centrem obchodních a sídelních center, a vzniku močálů. Jedním z důvodů rozvoje osídlení od Gazy po Galileu byla existence obchodní stezky Egypťanů.

## Oblasti
Pobřežní planina se skládá z následujících geografických oblastí (od severu k jihu):

### Západní Galilea

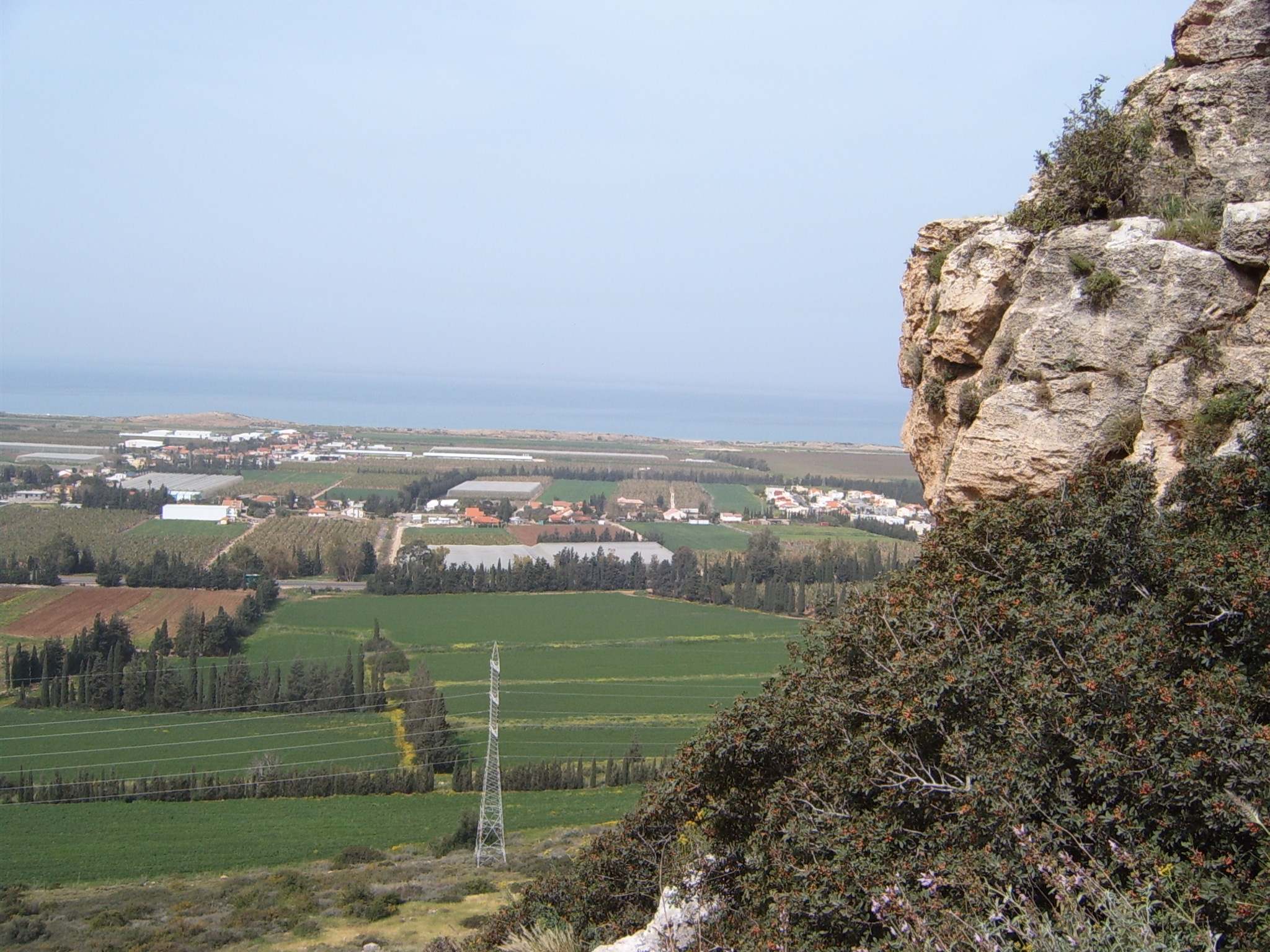
Pohled od hory Karmel na pobřežní planinu a Středozemní moře.

Oblast západní Galileje, známá také jako severní pobřeží nebo Zubulunská planina, se rozkládá od útesů Roš ha-nikra na severu až po třetí největší izraelské město Haifa. Jedná se o úrodnou oblast, kde se nachází město Naharija a mnoho mošavů a kibuců. Při pobřeží se nachází mnoho malých ostrůvků. Jako samostatná oblast se někdy počítá pobřežní planina u města Akko, která je převážně urbanizovaná zahrnující Akko a severní haifské předměstí Krajot, ale i některé zemědělské oblasti.

### Chof ha-Karmel
Oblast Chof ha-Karmel se rozkládá jižně od Haify až po Zichron Ja'akov. Je zde úrodná půda a kromě Haify na severu je zde většina osad zemědělsky zaměřená.

### Šaronská planina

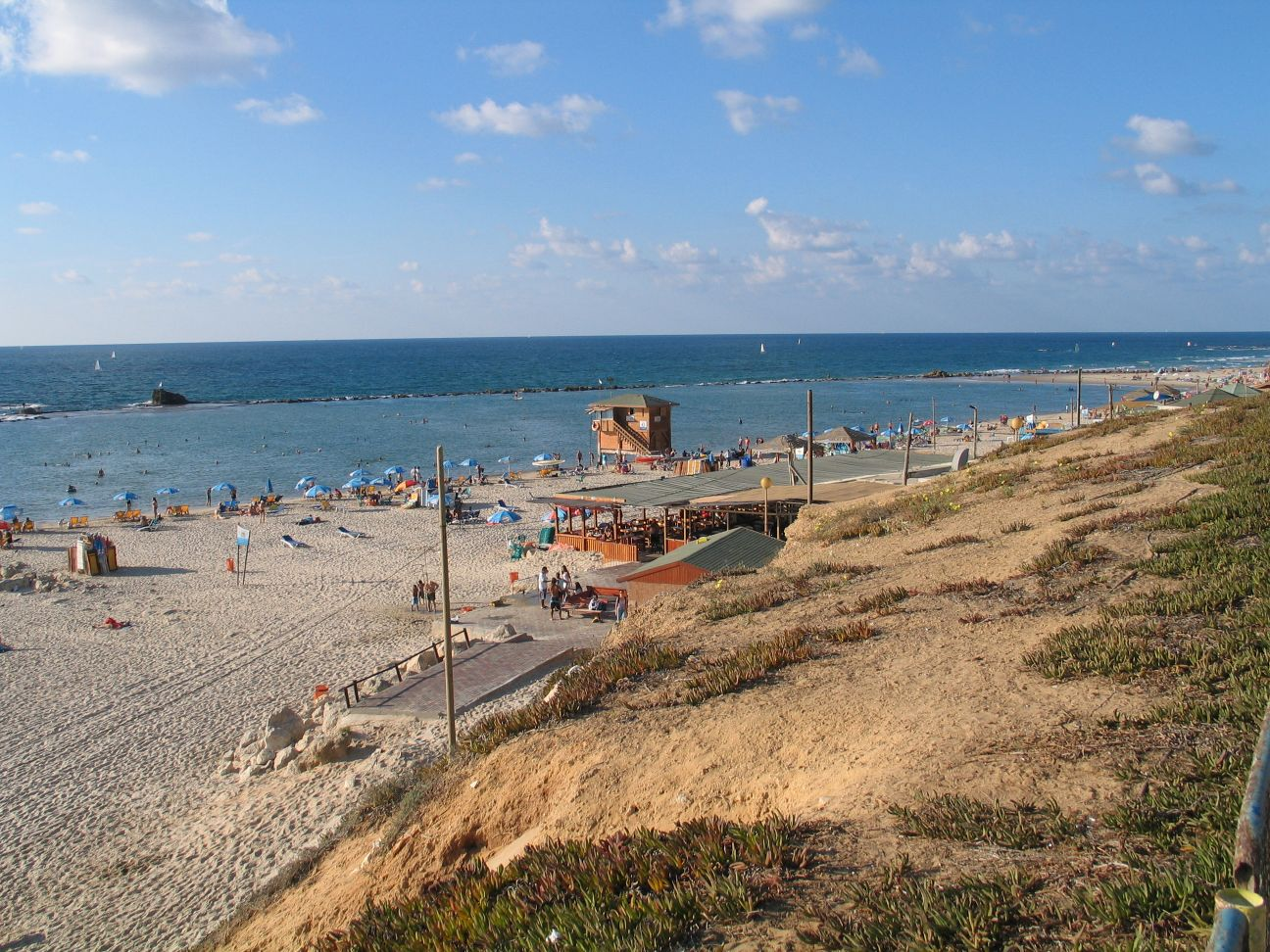
Pláž v Bat Jam.

Šaronská planina se rozkládá jižně od Zichron Ja'akov až po řeku Jarkon ústící u Tel Avivu. Tato oblast je nejhustěji zalidněná, je zde velké množství velkých měst, jako Netanja a Herzlija, stejně jako množství menších sídel ve vnitrozemí.

### Centrální pobřežní planina
Centrální pobřežní planina se rozkládá od řeky Jarkon ústící na severu Tel Avivu po Nachal Šichma a zahrnuje města jako Bat Jam, Rišon le-Cijon a množství zemědělských osad.

### Jižní pobřežní planina
Jižní pobřežní planina, také známá jako Šefela, Judská planina a západní Negev se rozkládá jižně až po Pásmo Gazy a dělí se na:
- savanovitou oblast Besor, s relativně malým množstvím osad na severu
- řídce osídlenou oblast Agur-Haluca na jihu